# Rue Vilin
La rue Vilin est une rue située dans le 20e arrondissement de Paris, en France.

## Origine du nom
Elle porte le nom du propriétaire des terrains, M. Vilin, qui était architecte, et qui fut maire de Belleville en 1848.

## Historique
La rue Vilin est ouverte en 1846.
À l'origine, elle partait de la rue des Couronnes, se poursuivait en ligne droite vers le nord-est, en pente douce, sur 200 mètres environ, avant de se terminer par un escalier d'une cinquantaine de marches qui rejoignait la rue Piat. La chaussée était pavée, les trottoirs étroits, sans arbre. La circulation y était peu importante, du fait de l'escalier au bout, qui la rendait quasiment semblable à une impasse. C'était un terrain de jeu idéal pour les enfants qui aimaient dévaler l'escalier ou jouer tranquillement au ballon dans la rue.
Dans le cadre de la rénovation de l’îlot insalubre no7 (qui a consisté essentiellement en des démolitions), la rue a été substantiellement modifiée en 1988 quand le parc de Belleville a été créé, l'amputant de sa moitié supérieure entre la rue Julien-Lacroix et la rue Piat. L'entrée dans chaque immeuble se fait par une rue adjacente.

## Bâtiments remarquables et lieux de mémoire
- L'écrivain Georges Perec a vécu au n°1 (acte de naissance) puis au no 24 (sa mère Cyrla tenait un salon de coiffure) de 1936 à 1941, puis y est souvent retourné, notamment pour l'écriture de son livre W ou le Souvenir d'enfance. Il a chroniqué sa destruction dans un texte paru dans le recueil L'Infra-ordinaire. Au même numéro a habité la famille de Simon Gutman, survivant d' Auschwitz.
- Un film documentaire de Robert Bober de 1992, En remontant la rue Vilin (FIPA d'argent 1992), rend hommage à Georges Perec et retrace, à l'aide de photographies anciennes, la destruction progressive de ce cadre du Paris ancien[2].
- Des photographes tels que Robert Doisneau ou Willy Ronis l'ont immortalisée dans plusieurs de leurs photos, notamment l'escalier à l'extrémité de la rue que l'on peut voir dans les films Ménilmontant de René Guissart (1936), Sous le ciel de Paris de Julien Duvivier (1951), Un acte d'amour d'Anatole Litvak (1953), Du rififi chez les hommes de Jules Dassin (1955), Rafles sur la ville de Pierre Chenal, Orphée de Jean Cocteau, Le Ballon rouge d'Albert Lamorisse[3] (1956) et Casque d'Or de Jacques Becker (1957)[4].

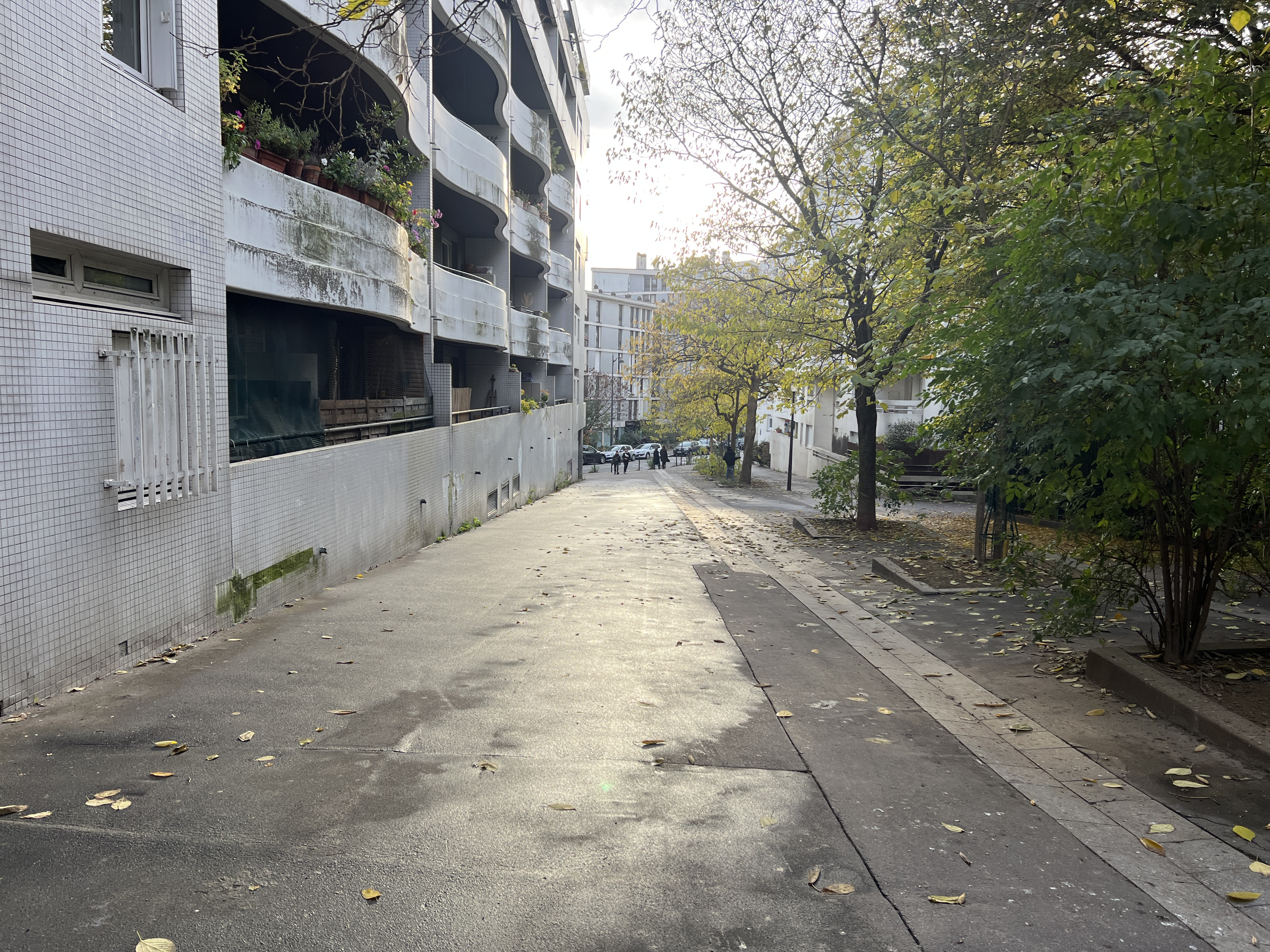
Vue en 2024.

L'ancien tracé a partiellement disparu dans un jardin municipal : le parc de Belleville, à flanc de coteau.

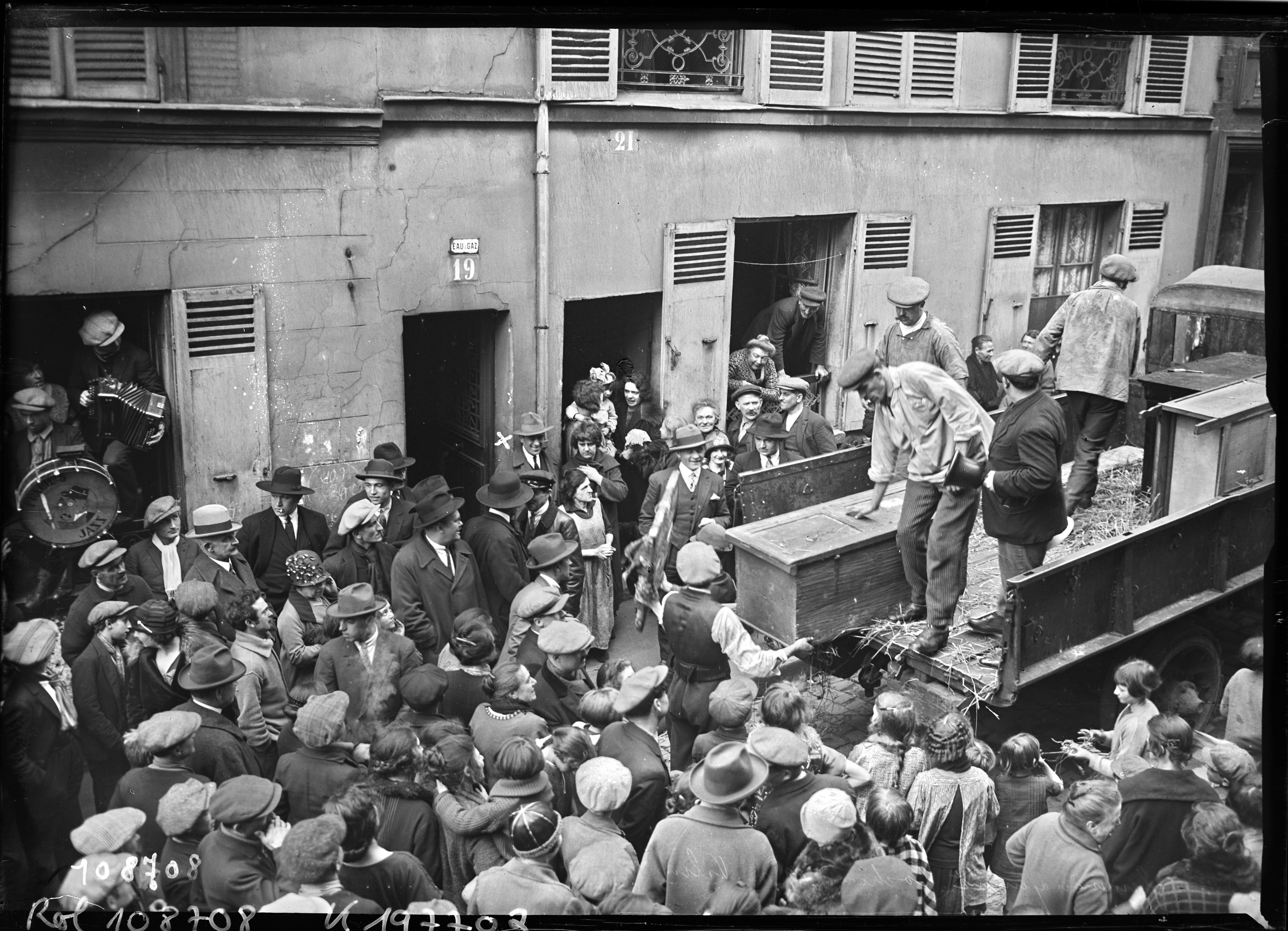
No 19 : le syndicaliste Georges Cochon aidant une famille à emménager en 1926.
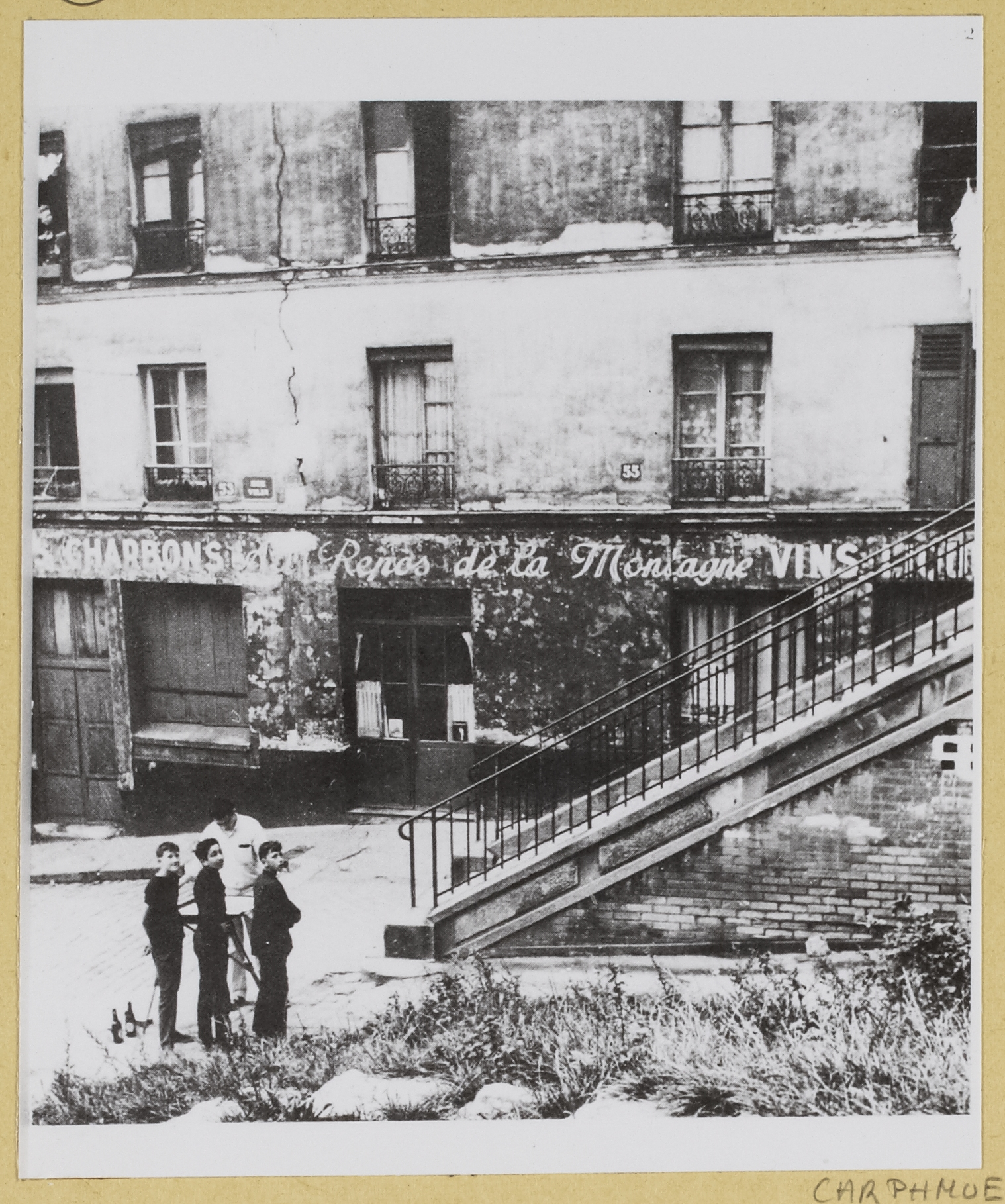
No 55 : le départ des escaliers avec le café-charbon Le Repos de la Montagne vers 1975.